# Chris Barber
Donald Christopher 'Chris' Barber (Welwyn Garden City, 17 april 1930 - 2 maart 2021) was een Engels jazztrombonist, orkestleider, componist en arrangeur. Hij maakte furore in de traditionele jazz, hoewel zijn opvattingen allesbehalve puristisch waren. In de jaren vijftig en zestig was hij met zijn Chris Barber Jazz And Blues Band trendsettend in het populariseren van de blues- en skifflemuziek in Europa, met name door de banjospeler Lonnie Donegan en diens hit 'Rock Island Line' uit 1954. In 1959 werd 'Petite fleur' een grote hit, waarop klarinettist Monty Sunshine de enige blazer was. Trompettist Pat Halcox was met 54 jaar, van 1954 tot 2008, het langst dienende lid uit de geschiedenis van de band. Zangeres Ottilie Patterson maakte tot 1962 zeven jaar deel van het orkest uit. In de zeventig jaar dat hij orkestleider was werkte Barber niet alleen met jazzlegenden zoals muzikanten van Duke Ellington, maar ook met Rory Gallagher, Dr. John, Eric Clapton, Mark Knopfler en Van Morrison.

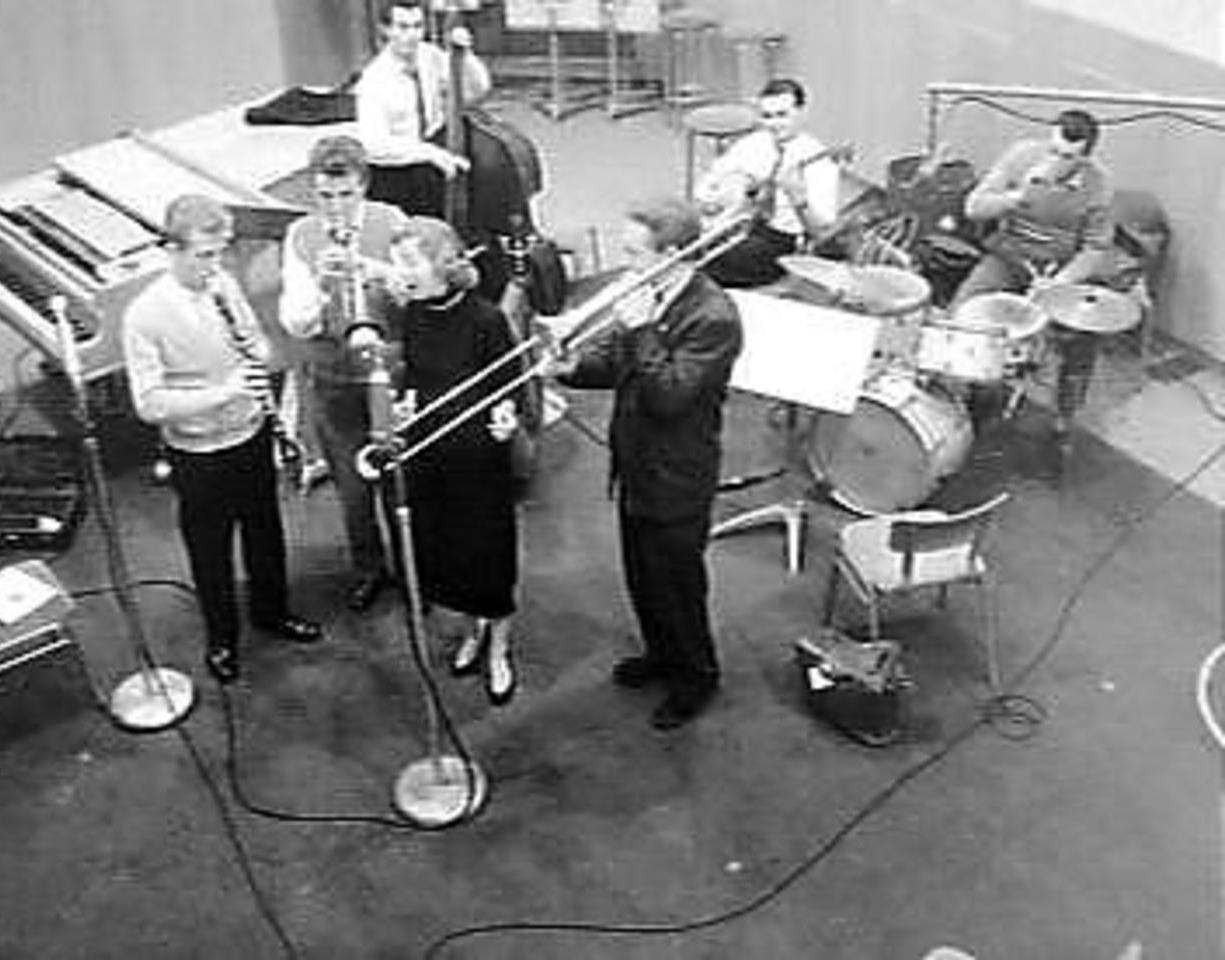
Chris Barber Band (NL, 1957)

## Biografie

### Jeugd en opleiding (1930-1954)
Donald Christopher Barber werd in een links gezin geboren als zoon van econoom en statisticus Donald Barber, die onderwijs van John Maynard Keynes had gevolgd, en onderwijzeres Hettie Barber-Dunne. Zijn moeder werd, in Barbers woorden, "de enige socialistische burgemeester van Canterbury". Op zevenjarige leeftijd kreeg hij vioollessen en speelde klassieke muziek. Tot zijn vijftiende kreeg hij vioolles in Cambridge, waar de lokale platenzaak zijn verzamelwoede op gang bracht. In Londen ontdekte hij een winkel met een goed verzorgde jazzafdeling, waar hij in 1946 een opname hoorde van George Webb: "Het was daarvoor nooit bij me opgekomen dat iemand hier in Groot-Brittannië de muziek probeerde te spelen die ik op platen ontdekte." Hij volgde St. Paul's school in Londen.
Op achttienjarige leeftijd kocht hij een beschadigde trombone. Na kort gewerkt te hebben met onder meer Beryl Bryden werd hij in 1949 de leider van zijn eigen jazzband. Op 11 oktober 1949 maakt hij zijn opnamedebuut, toen hij met zijn sextet vier klassieke jazznummers uit de jaren 1920 opnam.
Barber was goed in wiskunde en werd leerling-verzekeringsagent. In 1951 zegde hij deze baan op om zich volledig aan muziek te wijden.
In de periode van 1951 tot 1954 bekwaamde Barber zich op trombone en staande bas aan de Londense Guildhall School of Music and Drama. Tegelijk leidde hij een groep die jazzmuziek in de stijl uit New Orleans speelde. De bezetting bestond uit Monty Sunshine (klarinet), , Lonnie Donegan (banjo, zang), Jim Bray (bas) en Ron Bowden (drums). Later werd Pat Halcox (trompet, cornet) aan de bezetting toegevoegd. Het orkest, Barber Jazzmen genaamd, was technisch vaardiger dan de meeste in deze stijl, die autodidact waren. De toenemende populariteit zorgde voor het vertrek van Halcox, die geen professioneel muzikant wilde worden. Hij werd in 1953 opgevolgd door Ken Colyer, die ook de leiding overnam. Met Colyer scoorde de band een hitje, 'The Isle of Capri.'

### Bandleider en succes (1954-1959)
Colyers puristische opvattingen over de traditionele jazz uit New Orleans leidde tot wrijving: Colyer wilde muziek maken in de stijl van Bunk Johnson en George Lewis, maar Barber en de andere bandleden wilden muziek uit de jaren twintig en traditionele jazz combineren met meer recente muziekgenres. Na veertien maanden stapte Colyer op om zijn eigen band te vormen en nam Barber de orkestleiding weer over. Samen met de teruggekeerde Halcox werkte Barber aan een orkestgeluid dat volgens journalist John Fordham technisch gepolijst was, opwindend bluesy en toch de bravoure behield van de vroegste jazz toen de musici op straat marcheerden.
In 1954 maakten Barber en de band de stap van amateurmusici naar een professioneel gezelschap. Het werd het jaar van de doorbraak. Barber zette de onder Colyer begonnen aanpak voort waarbij banjospeler Lonnie Donegan gedurende de optredens voor de afwisseling enkele traditionele folknummers zong, begeleid door een trio uit de band. Deze muziek noemde hij 'skiffle'. Barber zorgde voor een ondogmatische benadering van repertoire: het eerste nummer van het eerste 10-inch album van Chris Barber's Jazz Band, New Orleans Joys uit 1954, was de folksong 'Bobby Shaftoe'. Dit werd de tweede single van de band. De derde single van het eerste album, het nummer 'Rock Island Line' van de Amerikaanse folk- en blueszanger Leadbelly, werd in 1954 onverwacht een grote hit. De B-kant van de single was 'John Henry'. De single verkocht 1 miljoen exemplaren in het VK en werd in de VS een Top Tien-hit. 'Rock Island Line' staat ook op De invloedrijke stijl van Donegan inspireerde John Lennon om met Paul McCartney een eigen skifflegroep op te richten, The Quarrymen.
In 1955 verzekerde Barber zich van de diensten van Ottilie Patterson, volgens criticus Brian Priestley 'de eerste overtuigende vrouwelijke bluesvocalist van het Verenigd Koninkrijk'. Ook werkte hij samen met Denis Preston, een van de eerste onafhankelijke platenproducers van het VK. Preston zorgde ervoor dat Barbers opnamen bij grote platenmaatschappijen werden uitgebracht en faciliteerde samenwerkingen met Caraïbische saxofonisten Bertie King en Joe Harriott.
In 1959 werd Patterson Barbers (tweede) echtgenote. In 1961 was de populariteit van de band groot genoeg om in een uitverkochte Royal Festival Hall op te treden. In de jaren zestig leed de populariteit van traditionele jazz onder de opkomst van rock 'n' roll maar de interesse van Barber in blues zorgde dat hij naam maakte bij artiesten van John Mayall tot Eric Clapton en de Rolling Stones
Ook in 1959 had Chris Barber zijn grootste hit met het nummer Petite fleur, gecomponeerd door Sidney Bechet. Op de achterkant van de single stond Wild Cat Blues. In Nederland stond deze plaat 2 maanden op nummer 1 in de hitparade, in Engeland kwam het tot plaats 3, in Duitsland op nummer 2 en in de Verenigde Staten op plaats 5. Door dit succes werd Barber als eerste Europese jazzmusicus uitgenodigd voor een uitgebreide tournee van zes weken door de Verenigde Staten, inclusief optredens in de televisieprogramma's van Ed Sullivan en Dick Clark.
Omdat het erg lastig was voor niet-Amerikanen om in de VS op te treden, kon het alleen op basis van culturele uitwisseling. Woody Herman kwam als tegenprestatie in Engeland spelen.
Onder de artiesten met wie Barber in de jaren vijftig opnamen maakte waren: Sister Rosetta Tharpe (in 1957), het zangduo Sonny Terry en Brownie McGhee (1958) en Champion Jack Dupree (1959).
In 1958 richtten Barber en een zakenpartner de Londense Marquee Club op, waar in 1962 de Rolling Stones optraden.
In 1960 stapte klarinettist Monty Sunshine, die zelf een ster was geworden, uit de band. Zijn opvolger was Ian Wheeler, die aanvankelijk zeven jaar bleef en in 1979 voor de tweede keer deel uitmaakte van de bezetting, toen voor twintig jaar.

### Muzikale verbreding (1964-1968)
In de jaren zestig leed de populariteit van traditionele jazz onder de opkomst van rock 'n' roll. Het zakelijke instinct van Barber ging samen met zijn echte muzieksmaak, zodat hij met zijn liefde voor blues naam maakte bij jonge rockmuzikanten als Peter Green, John Mayall, Eric Clapton en de Rolling Stones. In de jaren 60 haalde Barber bluesartiesten als Big Bill Broonzy, Sonny Terry, Sister Rosetta Tharpe en Muddy Waters naar het Verenigd Koninkrijk om als gastmuzikanten mee door Europa te trekken.
In 1964 werd de band uitgebreid met bluesgitarist John Slaughter, waardoor een muzikale smeltkroes ontstond. Bovendien volgde hij popgroepen na in het meebrengen van zijn eigen geluidsinstallatie. De naam veranderde in Chris Barber's Jazz And Blues Band. Later werd een verdere verbreding van het repertoire bereikt door ook muziek van Charles Mingus en Joe Zawinul aan het repertoire toe te voegen. Behalve blues werd ook Amerikaanse gospelmuziek een vast onderdeel van het repertoire.
'Zonder Chris Barber,' zei bassist Bill Wyman van de Rolling Stones ooit, 'zouden The Beatles en de Stones niet zijn waar ze nu zijn.'
In 1967 gaf Paul McCartney Barber zijn compositie 'Cat Call'. McCartney speelde ook orgel op de opname.
Chris Barber's Jazz Band was de eerste Britse muzikale act die op de Amerikaanse televisie in het programma van Ed Sullivan te zien was. In Amerika werd hij, aldus Fordham, geroemd om muzikaal vakmanschap, enthousiasme en amusementswaarde, maar ook vanwege zijn respect voor de Afrikaans-Amerikaanse muzikale grondleggers. De populariteit strekte ook tot in Duitsland en delen van het Oostblok; in 1968 verscheen het album Live In East Berlin.
Onder de artiesten met wie Barber in de jaren zestig opnamen maakte waren: James Cotton (in 1961), klarinettist Edmond Hall (1962), Louis Jordan (19620, gospelzanger Alex Bradford (1963), Sonny Boy Williamson (1964), Jimmy Witherspoon (1964), Howlin' Wolf (1964) en Albert Nicholas (1968).

### De jaren zeventig, tachtig en negentig
In 1972 nam Barber met zijn band en gitarist Rory Gallagher het cultalbum Drat That Fratle Rat op.
In 1976 was klarinettist en saxofonist Russell Procope gastmuzikant op een tournee en in 1981 werkte Barber samen met Dr. John. Later in de jaren tachtig voerde Barber een concert voor jazztrombone uit met een symfonieorkest.
In Nederland trad hij veelvuldig op in het destijds vermaarde Pauwkes Jazzcorner in Beek en Donk.
Onder de artiesten met wie Barber in de jaren zeventig opnamen maakte waren: trompettist Ray Nance (in 1974), Russell Procope en Wild Bill Davis (1976), Trummy Young (1978) en Muddy Waters (1979).
In de jaren tachtig maakte Barber opnamen met Dr. John (vanaf 1980).

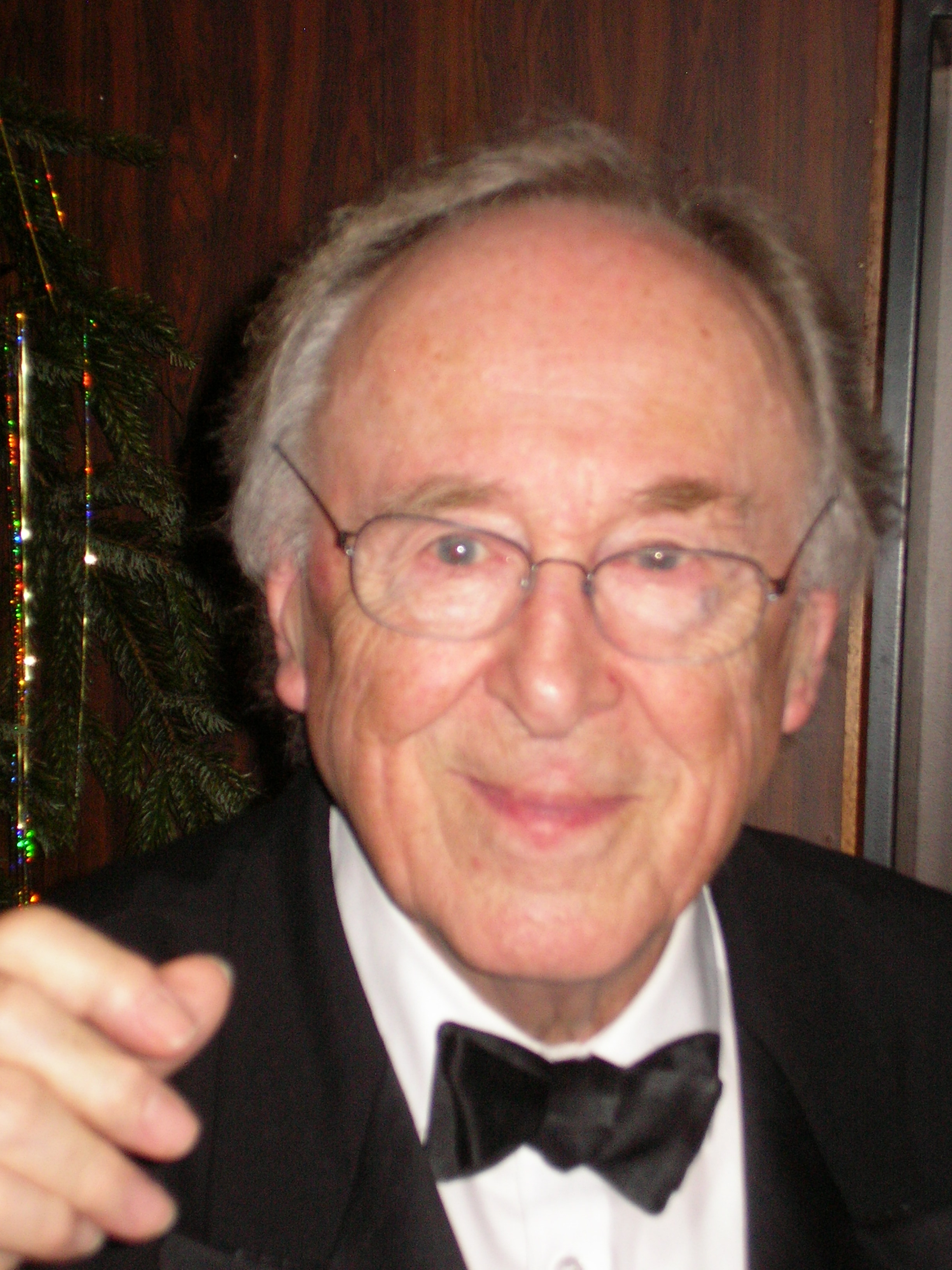
Chris Barber in 2010

Barber toerde door heel Europa, maar met name veel in Duitsland. Vanaf 1990 nam hij tijd om te assisteren bij de archiefuitgaven van vroege jazzplaten op het Timeless Records platenlabel van Wim Wigt, dat de ondertitel "Chris Barber Collection" kreeg.

### Groter orkest (1999-2019)
In 1998 werkte Barber samen met muzikanten, die zich Ellingtonians noemden, aan getrouwe uitvoeringen van Ellingtons muziek. In 2001 of 2003 leidde dit tot de formering van de Big Chris Barber Band, een orkest dat uit elf musici van beide orkesten bestaat onder wie trombonist en muzikaal arrangeur Bob Hunt. Met deze bezetting kon Barber de muziek uitvoeren van een van zijn favorieten, de jonge Duke Ellington. Hiermee toerde Barber tot zijn pensionering in 2019. In zijn laatste jaren trad Barber nog minstens dertig keer per jaar op, meestal in Duitsland.
In 2011 verscheen het album Memories of My Trip waarop onder meer Van Morrison, Dr. John, Eric Clapton en Mark Knopfler te horen zijn.
In 2014 publiceerde Barber zijn autobiografie Jazz Me Blues, geschreven met Alyn Shipton. Aan het boek was dertig jaar eerder begonnen.

### Pensionering en overlijden
Op 12 augustus 2019 maakte het management van Chris Barber bekend, dat na 70 jaar touren, het besluit is genomen dat Chris zijn loopbaan als actief musicus beëindigt. De traditie van zijn muziek en orkesten wordt voortgezet door zijn huidige band, onder muzikale leiding van Bob Hunt.
Chris Barber, die de laatste jaren aan dementie leed, overleed op 2 maart 2021 in zijn slaap. Over zichzelf zei Barber: "de geaccepteerde wijsheid is dat als je op een succesformule stuit, je er vervolgens bij blijft. Of anders! Wij hebben zestig jaar precies het tegenovergestelde gedaan - als we iets leuk vinden, doen we het."

## Persoonlijk
Barber is vier keer getrouwd geweest; zijn eerste drie huwelijken eindigden in echtscheiding. Zijn twee kinderen, een zoon en een dochter, komen uit zijn derde huwelijk.

## Discografie
- Bestsellers: Chris Barber & Papa Bue's Viking Jazzband, 1954
- Original Copenhagen Concert, (live) 1954
- Chris Barber in Concert, (live) 1956
- Chris Barber Plays, Vol. 2, 1956
- Chris Barber Plays, Vol. 3, 1957
- Chris Barber Plays, Vol. 4, 1957
- Chris Barber in Concert, Vol. 2, (live) 1958
- "Petite fleur", 1958
- In Budapest, 1962
- Louis Jordan Sings, 1962
- Live in East Berlin, 1968
- Chris Barber & Lonnie Donegan, 1973
- Echoes of Ellington, Vol. 1, 1976
- Echoes of Ellington, Vol. 2, 1976
- Echoes of Ellington, 1978
- Take Me Back to New Orleans, 1980
- Copulatin' Jazz: The Music of Preservation Hall, 1993
- 40 Years Jubilee, Live At Sägewerk, Möhnesee, Germany, 1995
- Live at the BP Studienhaus, 1997
- Cornbread, Peas & Black Molasses, (live) 1999
- The Big Chris Barber Band with Special Guest Andy Fairweather Low: As We Like It, 2009
- Chris Barber's Jazz Band, Chris Barber 1957-58, 2009
- The Chris Barber Jazz & Blues Band, Barbican Blues, 2009
- The Big Chris Barber Band, Barber At Blenheim, 2009
- Chris Barber's Jazz Band with Sonny Terry & Brownie McGhee, Sonny, Brownie & Chris, 2009
- Chris Barber Memories Of My Trip, 2011
- The Big Chris Barber Band 2011 European Tour, 2011

### NPO Radio 2 Top 2000
| Nummers met noteringen in de NPO Radio 2 Top 2000 | '99  | '00-'01 | '02  | '03  | '04  | '05 | '06  | '07  | '08  |
| ------------------------------------------------- | ---- | ------- | ---- | ---- | ---- | --- | ---- | ---- | ---- |
| Ice Cream                                         | -    | -       | -    | -    | -    | -   | 1387 | 1334 | 1914 |
| Petite fleur                                      | 1348 | -       | 1767 | 1765 | 1890 | -   | 1410 | 1407 | 1740 |

1. ↑  Een '-' betekent dat het nummer niet was genoteerd en een vetgedrukt getal geeft de hoogste notering van een nummer aan.
2. ↑  Deze tabel is bijgewerkt tot en met de laatste editie (2024).